# سييرا نورتي
سييرا نورتي (بالإسبانية: Sierra Norte de Sevilla)‏ هي كوماركا إسبانية تقع في مقاطعة إشبيلية في الأندلس ذات الحكم الذاتي. اشتق اسمها من موقعها جغرافيًا في الجزء الشمالي من المقاطعة. ترجع الوحدة الجغرافية للمنطقة إلى حقيقة أنها تقع في الشريط الإشبيلي لسلسلة جبل الشارات الجبلية، على طريقها من الشرق إلى الغرب عبر شمال الأندلس بأكمله. تتميز هذه المنطقة الجبلية بأنها ليست شديدة الانحدار، حيث يزيد ارتفاع الجبال قليلًا عن 1000 متر، حيث أن أعلاها لا كابيتانا في وادي القنال بارتفاع 1007 متر فوق مستوى سطح البحر وجميع وديانها مع أنهار مُنخفضة التدفق تتدفق إلى الجنوب باتجاه نهر الوادي الكبير.